# 宇通E12
宇通E12（英語：Yutong E12）是由宇通客车生产的12米长纯电动客车系列，于2014年投产。

## 营运

### 中国
宇通E12系列为郑州公交的主力车型之一。截至2022年，有超过800辆宇通E12系列在郑州公交车队中服务。2014年，郑州公交首次投入100辆型号为宇通ZK6125BEVG4的E12系列客车，该批车辆为换电式，由9节大容量锂电池提供动力，一次充换电续航里程约150公里。但该批车辆因续航里程较短，2021年后多数已封存。2017-2019年，又陆续有800辆双侧开门的E12系列公交车投入郑州公交车队运营。
此外，宇通E12在上海、杭州、佛山等地亦有营运。

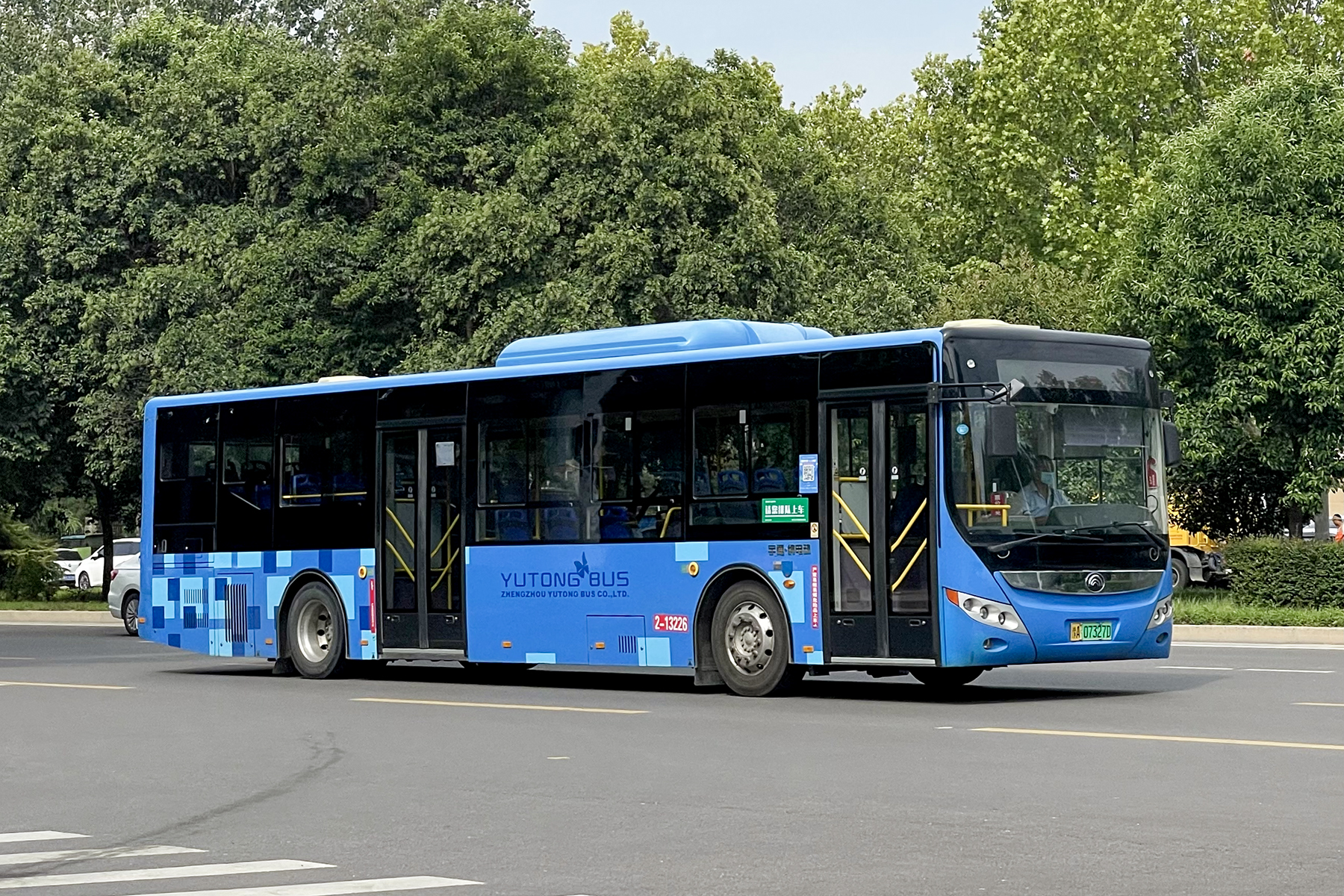
运行于郑州公交的一辆试验性质的E12
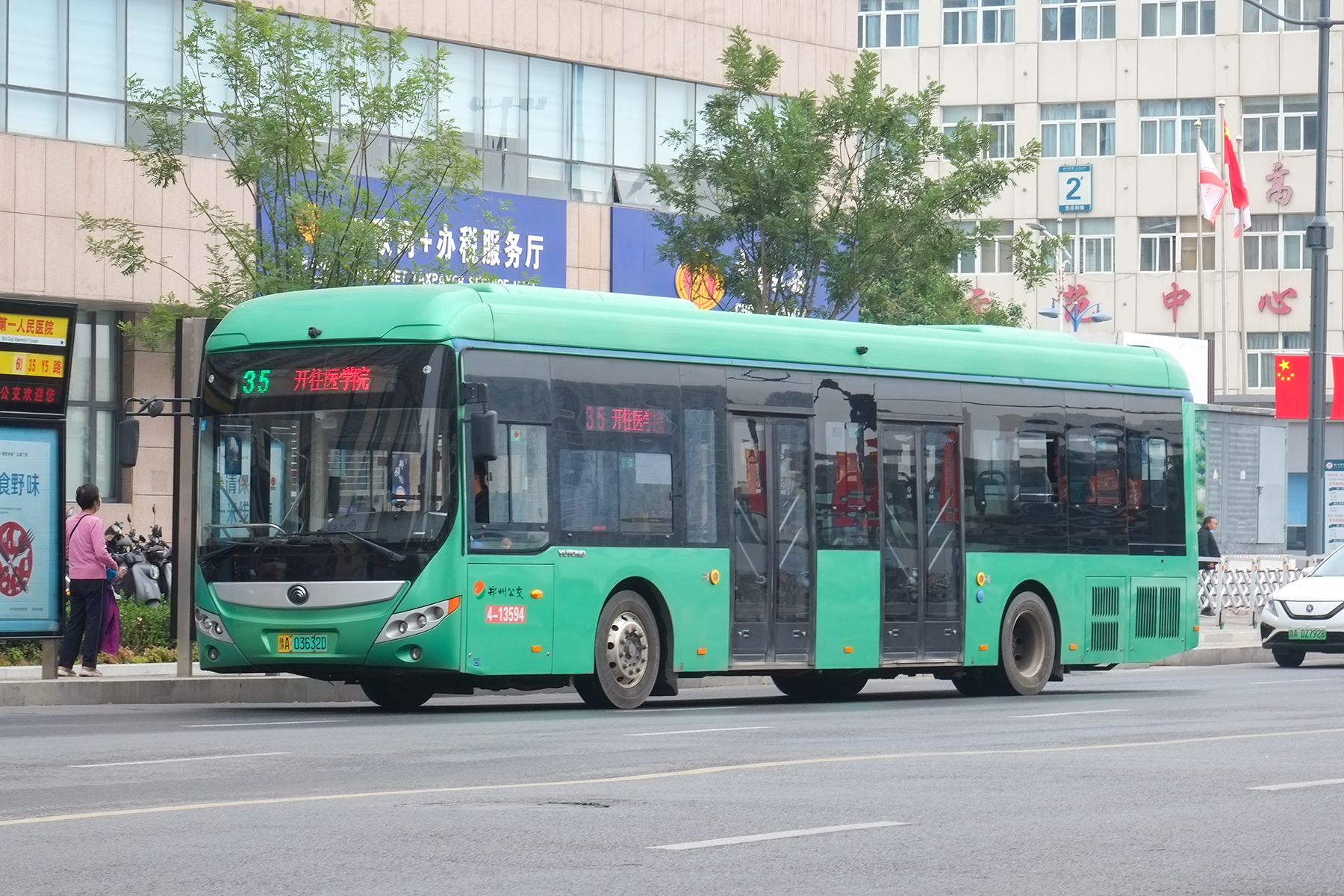
郑州公交营运的宇通E12绝大多数为双侧开门，以适配采用中央岛式站台的快速公交线路
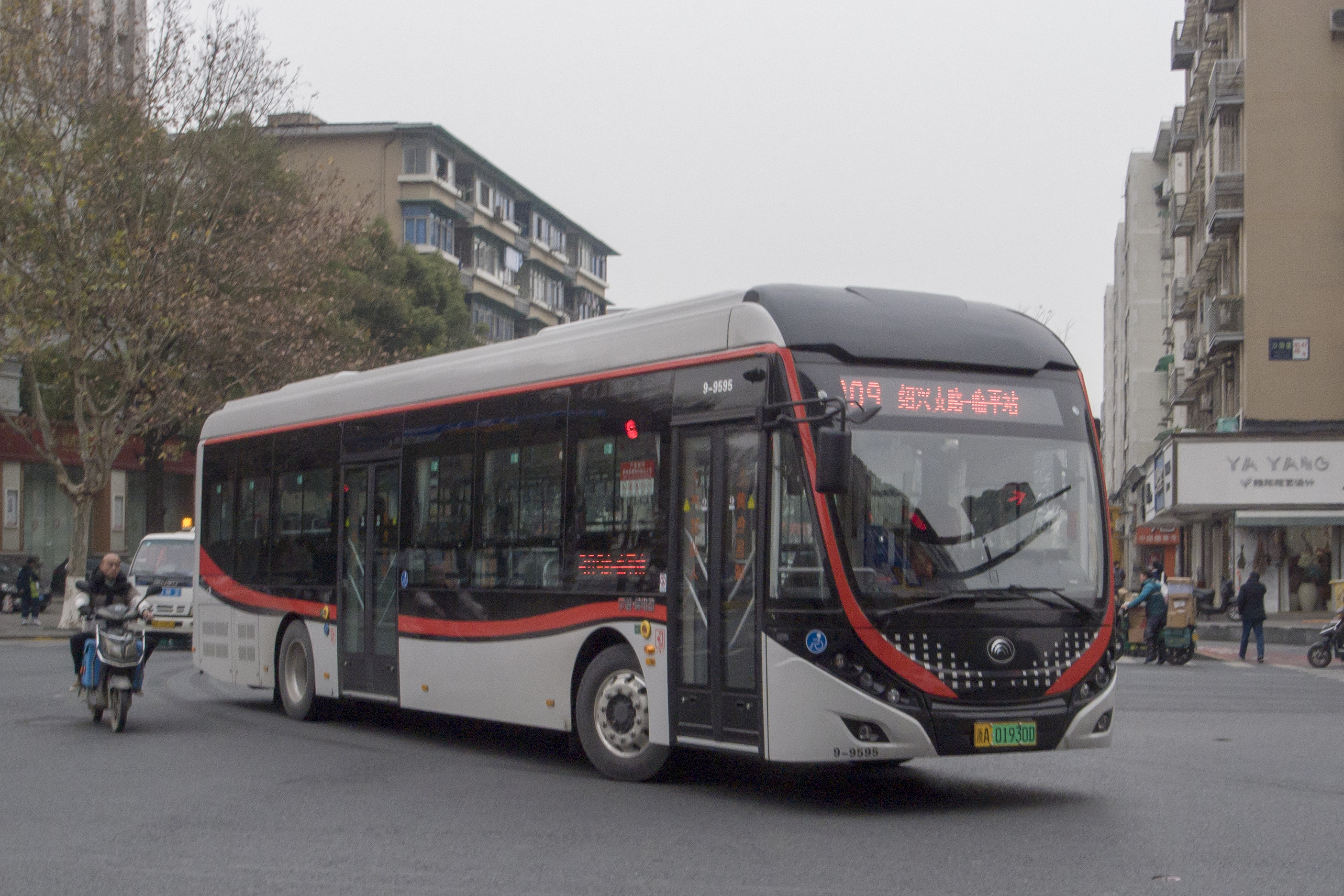
杭州公交的宇通E12
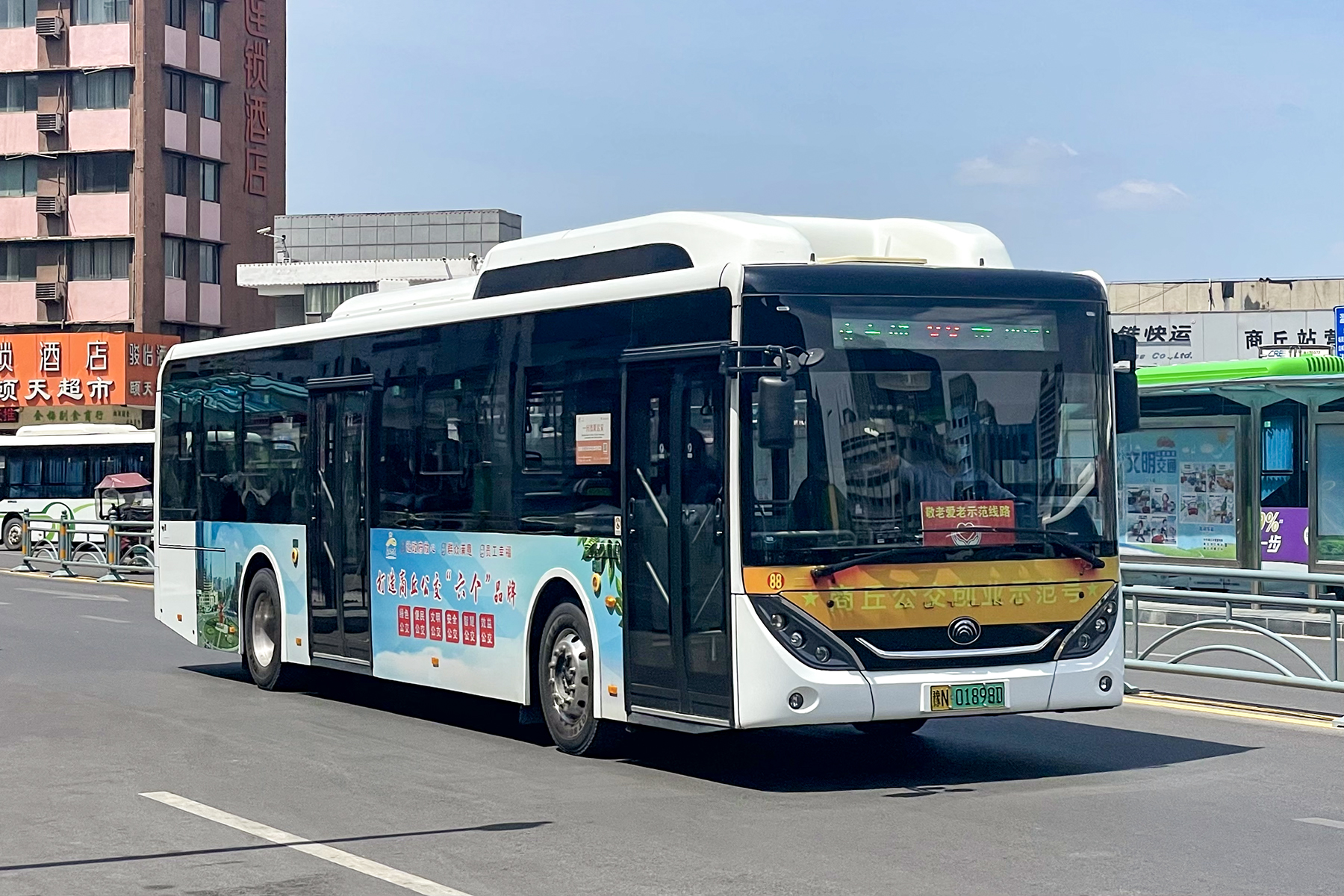
商丘公交的一辆采用宇光造型的宇通E12

### 新加坡

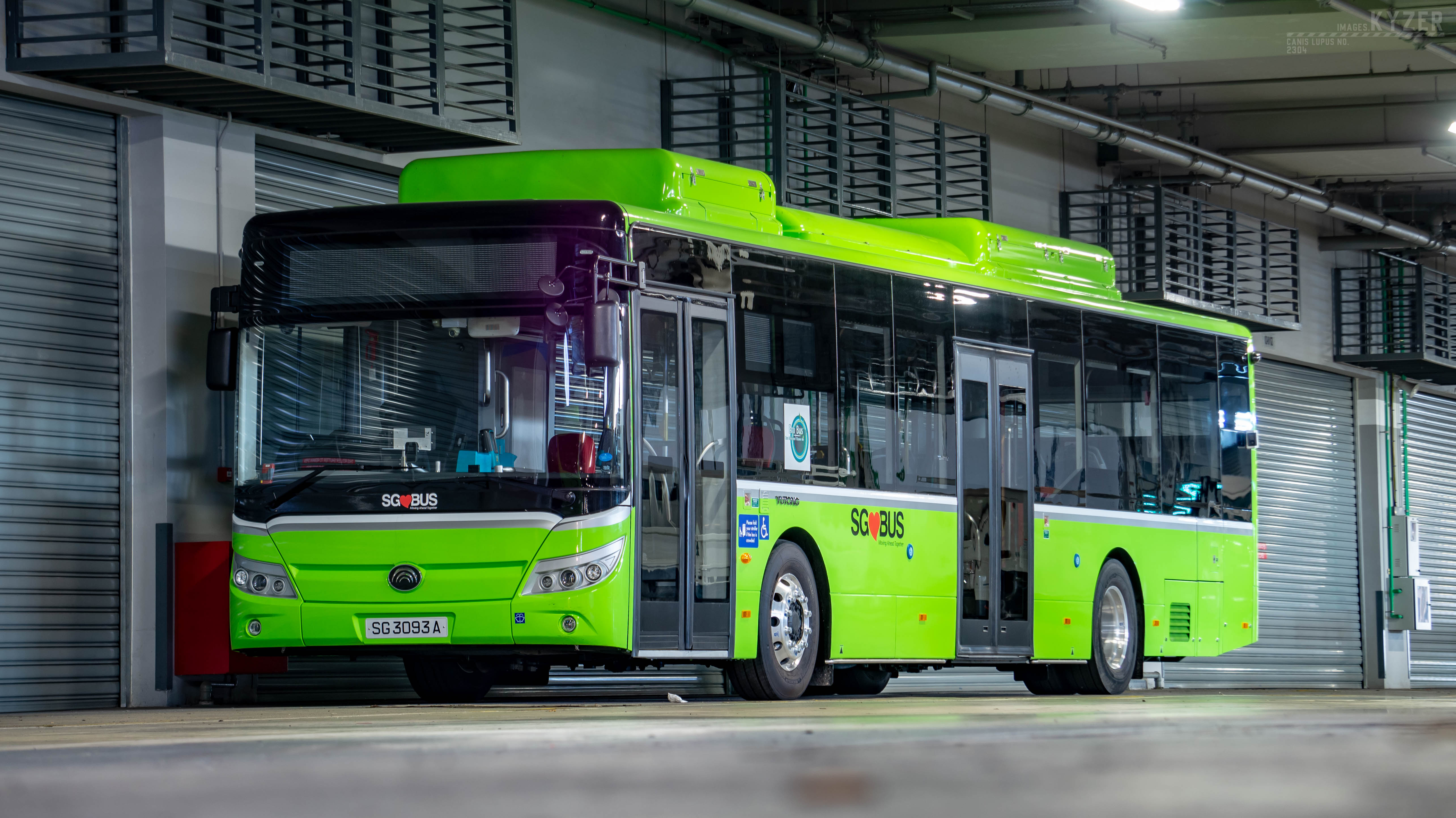
前进新加坡营运的宇通E12

2020年，10辆宇通E12单层巴士和10辆宇通E12DD双层巴士开始于新加坡投入服务，由SMRT巴士、易塔通、前進新加坡等公司运营。

### 欧洲

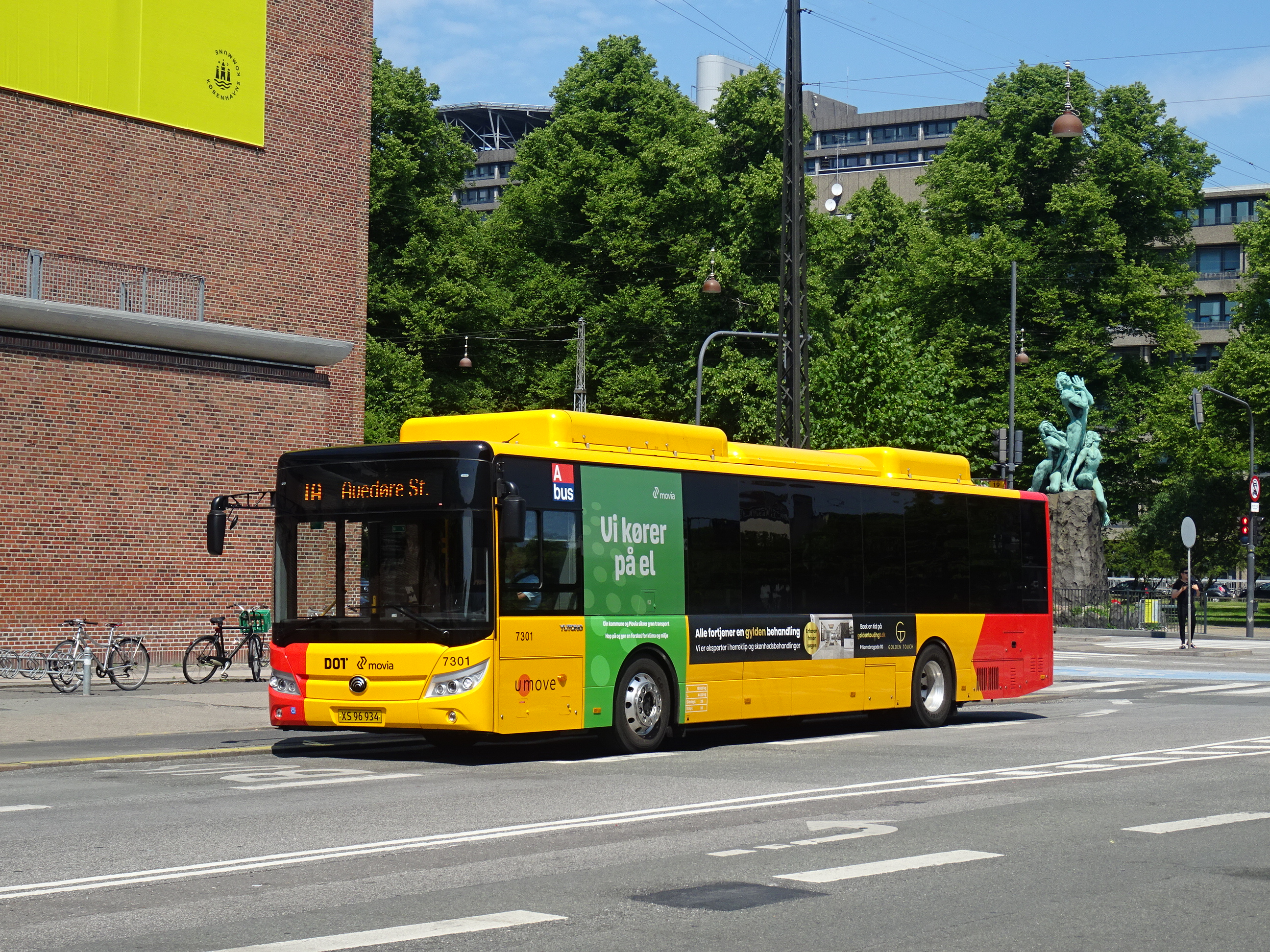
丹麦哥本哈根的宇通E12

2018年10月，20辆宇通E12公交车交付至保加利亚，为保加利亚首批投运的电动巴士。这批E12随后于索菲亚市内主干道的公交线路上投入运营。
2018年11月，14辆宇通E12客车出口至冰岛，并运行于首都雷克雅未克的市内线路。
2019年4月，20辆宇通E12客车出口至丹麦，为丹麦首次批量采购中国制客车。该批车辆运行于罗斯基勒的市内巴士路线上，并取代了原有车辆，使罗斯基勒成为丹麦首个全部使用纯电动巴士的城市。2021年10月21日，又有66辆E12客车交付至丹麦，并运行于首都哥本哈根。
2019年，挪威的巴士营运商Keolis Norge与宇通签订协议，购买88辆宇通E12型客车，为挪威最大的一笔纯电动巴士订单。该批车辆于2020年交付，服务于卑尔根的市内交通。

### 澳大利亚

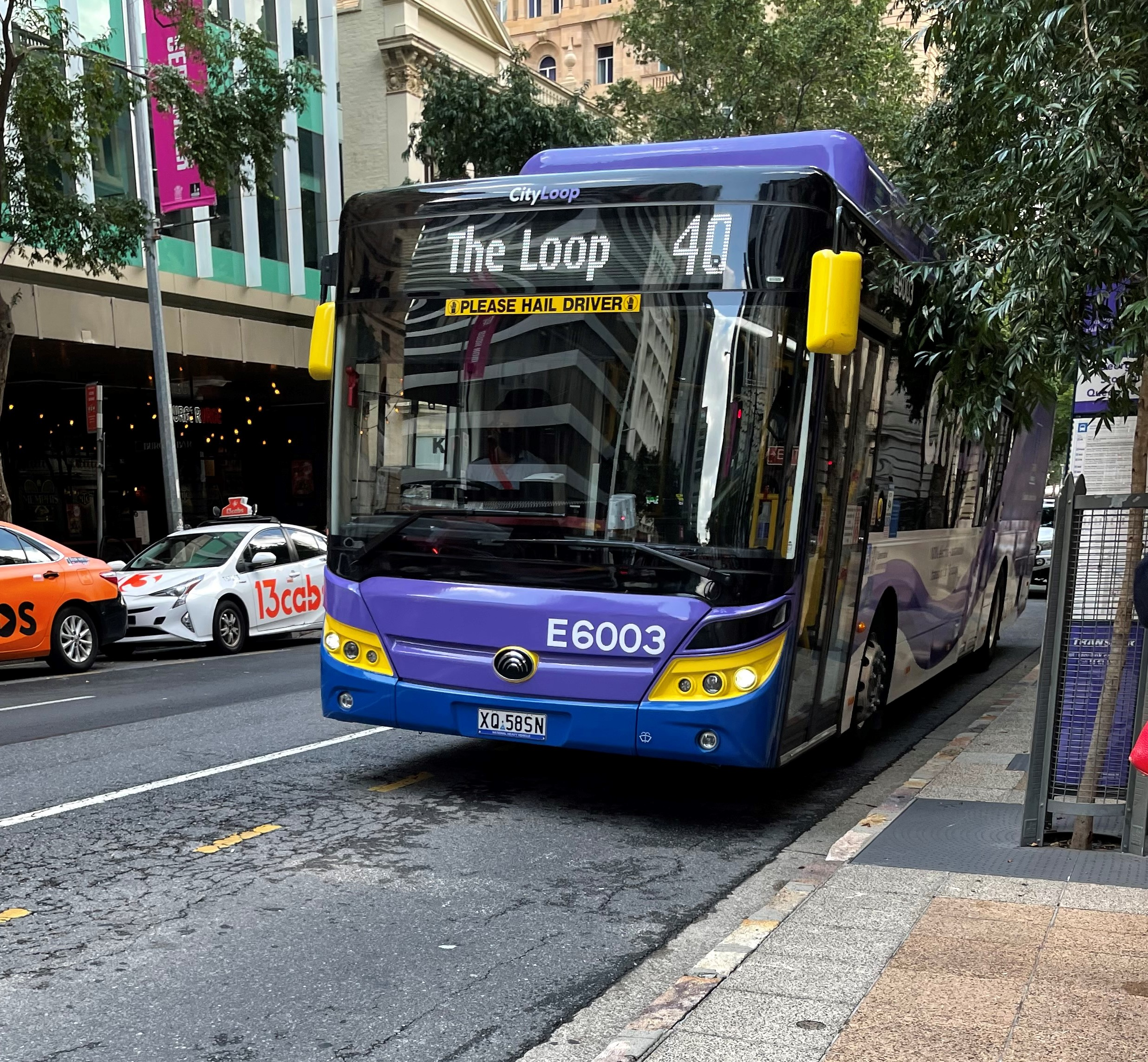
于澳大利亚布里斯班进行试运营的宇通E12

在澳大利亚，有多间巴士公司曾经使用宇通E12进行电动巴士的试运营。2021年起，有少量的E12巴士开始于悉尼的Interline Bus Services和Transit Systems NSW等巴士公司投入服务。

### 智利
2019年1月19日，100辆宇通E12客车于智利圣地亚哥交付，投运于圣地亚哥市内交通。